# Haluvalli, Alur
Haluvalli là một làng thuộc tehsil Alur, huyện Hassan, bang Karnataka, Ấn Độ.